# Father, I'll Take Care of You
Father, I'll Take Care of You (Hangul: 아버님 제가 모실게요; RR: Abeonim Jega Mosilgeyo) es una serie de televisión surcoreana transmitida del 12 de noviembre del 2016 hasta el 7 de mayo del 2017 por medio de la cadena MBC. 

## Argumento
La serie sigue a los hermanos Han Seong-hoon, Han Seong-sik, Han Jeong-eun y Han Seong-joon, que se independizan de sus padres Han Hyung-sub y Moon Jung-ae, quienes deciden vivir solos, sin embargo un día sus cuatro hijos regresan a la casa.

## Reparto

### Personajes principales
| Actor         | Personaje      | Ocupación                | Nº de episodios | Duración    |
| ------------- | -------------- | ------------------------ | --------------- | ----------- |
| Kim Jae-won   | Lee Hyun-woo   | -                        | 50              | 2016 - 2017 |
| Lee Tae-hwan  | Han Seong-joon | Director de una Compañía | 50              | 2016 - 2017 |
| Lee Soo-kyung | Han Jeong-eun  | Dueña del Café           | 50              | 2016 - 2017 |
| Park Eun-bin  | Oh Dong-hee    | Asistente de Escritora   | 50              | 2016 - 2017 |

### Personajes recurrentes
| Actor          | Personaje      | Ocupación                          | Episodios | Duración    |
| -------------- | -------------- | ---------------------------------- | --------- | ----------- |
| Na Moon-hee    | Hwang Mi-ok    | Madre de Hyung-sub                 | -         | 2016 - 2017 |
| Kim Chang-wan  | Han Hyung-sub  | Patriarca de la Familia Han        | -         | 2016 - 2017 |
| Kim Hye-ok     | Moon Jeong-ae  | Esposa de Hyung-sub                | -         | 2016 - 2017 |
| Lee Seung-joon | Han Seong-hoon | Hijo Mayor de Hyung-sub y Jeong-ae | -         | 2016 - 2017 |
| Hwang Dong-joo | Han Seong-sik  | Hijo de Hyung-sub y Jeong-ae       | -         | 2016 - 2017 |
| Shin Ki-joon   | Han Ji-hoon    | -                                  | -         | 2016 - 2017 |
| Lee Ye-won     | Han Ah-in      | -                                  | -         | 2016 - 2017 |
| Son Bo-seung   | Han Chang-soo  | -                                  | -         | 2016 - 2017 |
| Oh Yeon-ah     | Han Jeong-hwa  | -                                  | -         | 2016 - 2017 |
| Yoon Mi-ra     | Han Ae-ri      | -                                  | -         | 2016 - 2017 |
| Kim Sun-young  | Seo Hye-joo    | -                                  | -         | 2016 - 2017 |
| Seo Dong-woon  | Seo Chul-min   | -                                  | -         | 2016 - 2017 |
| Shin Dong-mi   | Kang Hee-sook  | -                                  | -         | 2016 - 2017 |
| Ahn Jeong-hoon | Kang Min-seok  | -                                  | -         | 2016 - 2017 |
| Kim Yong-rim   | Oh Gui-boon    | -                                  | -         | 2016 - 2017 |
| Ko Seong-hyun  | Ryu Myung-jin  | -                                  | -         | 2016 - 2017 |

### Otros personajes
| Actor        | Personaje      | Ocupación                                | Episodios | Duración    |
| ------------ | -------------- | ---------------------------------------- | --------- | ----------- |
| Lee Seul-bi  | Bang Mi-joo    | Miembro de la Compañía de Radiodifusión  | -         | 2016 - 2017 |
| Park Jin-soo | Kim            | Director en la Compañía de Radiodifusión | -         | 2016 - 2017 |
| Jo Sun-mook  | Jo Moo-gyum    | -                                        | -         | 2016 - 2017 |
| Go In-beom   | Bang Gwang-jin | -                                        | -         | 2016 - 2017 |

## Producción
El drama fue dirigido por Lee Dae-young, la producción estuvo a cargo de Ahn Jae-hyun, Shin Sang-yoon y Oh Sung-min, junto el apoyo del productor ejecutivo Park Sung-eun.
La serie se filmó en Taiwán desde finales de septiembre hasta mediados de octubre de 2016, y el resto del drama se filmó en Corea del Sur.
Fue distribuida por la Munhwa Broadcasting Corporation (MBC) y contó con el apoyo de las compañías de producción "Samhwa Networks" y "GnG Productions".

## Episodios
La serie está conformada por 50 episodios, los cuales fueron emitidos todos los sábados y domingos a las 22:55 (KST).

## Premios y nominaciones
| Año  | Categoría                             | Premio          | Nominado (a) | Resultado |
| ---- | ------------------------------------- | --------------- | ------------ | --------- |
| 2017 | Golden Acting Award for Weekend Drama | MBC Drama Award | Shin Dong-mi | Ganó      |